# Kuchizuke (Buck-Tick)
Kuchizuke (くちづけ?) è il trentesimo singolo del gruppo musicale giapponese Buck-Tick, pubblicato il 1º settembre 2010 dall'etichetta discografica Ariola Japan, sussidiaria della Sony Music.

## Descrizione
La title track è la prima sigla iniziale dell'anime Shi ki; si tratta del secondo lavoro del gruppo per un anime dopo il singolo del 2006 Kagerō, usato come ED ("ending theme", sigla finale) per xxxHOLiC.
Il singolo è stato stampato in tre versioni, tutte in confezione jewel case: una special edition con DVD extra e cartoline omake, una normal edition con copertina variata, ed un'edizione promozionale per Shiki con copertina ancora diversa ed un brano in più.

## Tracce
1. Kuchizuke (くちづけ?) - 4:26 (Atsushi Sakurai - Hisashi Imai[2])
2. Yōgetsu (妖月-ようげつ-?) - 3:52 (Atsushi Sakurai - Hidehiko Hoshino[3])
3. Kuchizuke -Shiki TV size- (くちづけ-屍鬼TV size-?) - 1:30 (Atsushi Sakurai - Hisashi Imai); bonus track presente solo nell'edizione promozionale per Shiki

### DVD
1. Kuchizuke; videoclip
2. Kuchizuke; making of

## Altre presenze
- Kuchizuke:
  - 13/10/2010 - Razzle Dazzle
  - 07/03/2012 - Catalogue Ariola 00-10

- Yōgetsu:
  - 13/10/2010 - Razzle Dazzle

## Formazione
- Atsushi Sakurai - voce
- Hisashi Imai - chitarra, cori
- Hidehiko Hoshino - chitarra, tastiera
- Yutaka Higuchi - basso
- Toll Yagami - batteria